# Yūki Somei

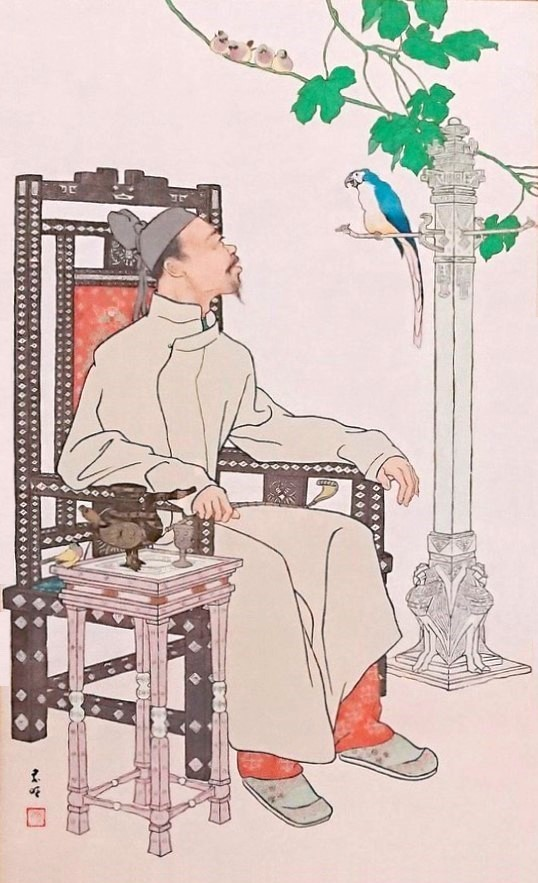
Lockrufe, 1911

Yūki Somei (japanisch 結城 素明, eigentlich Yūki Sadamatsu (結城 貞松), geboren 10. Dezember 1875 in Tokio; gestorben 24. März 1957) war ein japanischer Maler der Meiji-, Taishō- und Shōwa-Zeit.

## Leben und Wirken
Yūki Somei studierte zunächst unter Kawabata Gyokushō und besuchte dann die „Kunstakademie Tokio“ (東京美術学校, Tōkyō Bijutsu Gakkō), die Vorläufereinrichtung der Tōkyō Geijutsu Daigaku, an der er 1897 seinen Abschluss machte. Eine kurze Zeit malte er auch im „westlichen Stil“.
Schon während seiner Ausbildung stellte er auf den Ausstellungen der Nihongakai (日本画会) aus. Er stellte auch früh auf der Bunten aus und gewann dort auch zahlreiche Preise. Im Jahr 1900 gründete er, zusammen mit Hirafuku Hyakusui und anderen, die Museikai (无声会) und war dann 1917 an der Gründung der Kinreisha (金錫社) beteiligt. Er wirkte häufig als Juror bei den Teiten-Ausstellungen. Von 1923 bis 1925 hielt er sich in Europa auf und lehrte nach der Rückkehr an seiner Alma Mater.
Yūki malte eine Zeitlang dekorativ, eine Zeitlang illustrierend und zeigte dabei einen deutlichen westlichen Einfluss.

## Weblinks (Bilder)

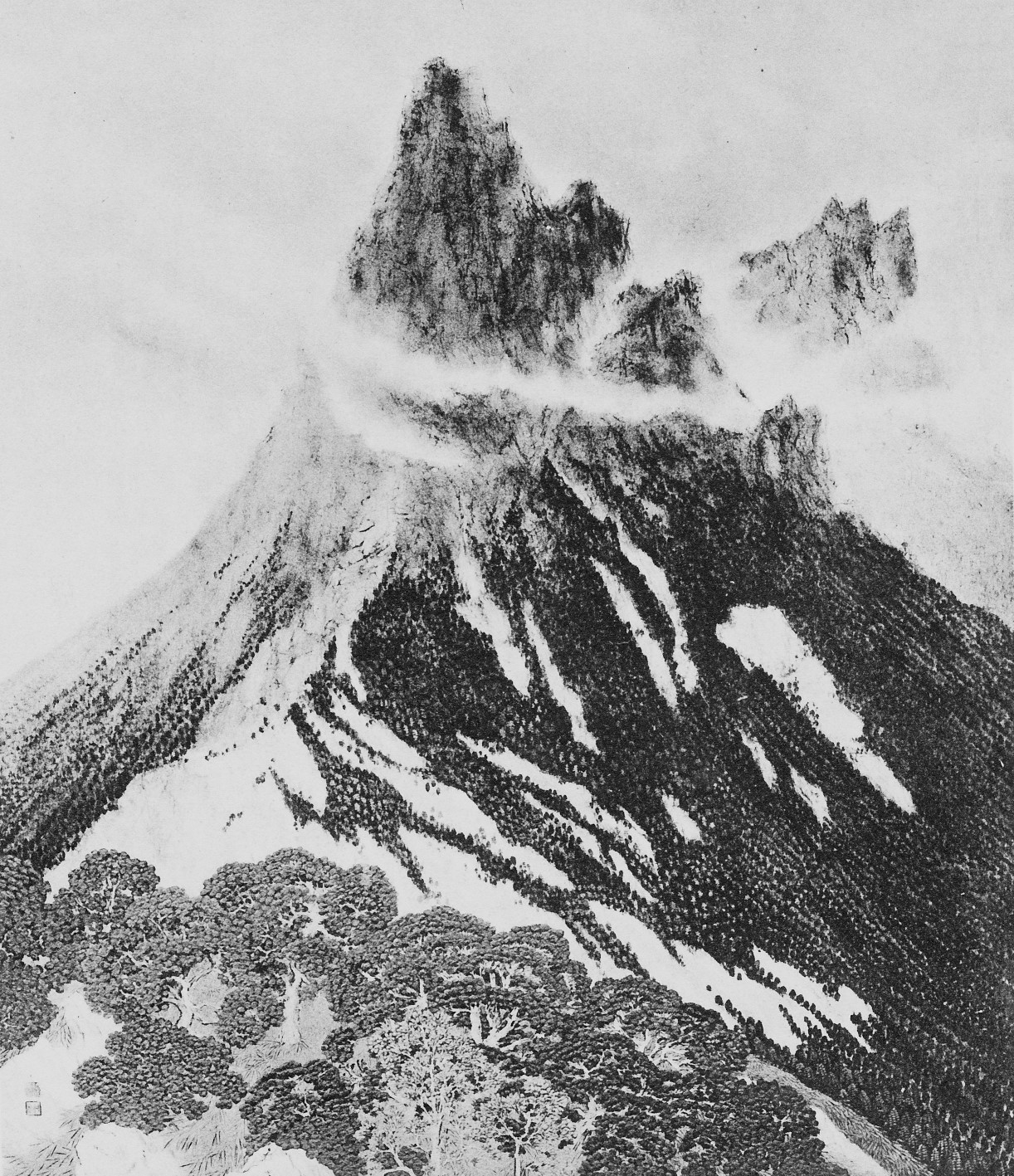
Bergwelt
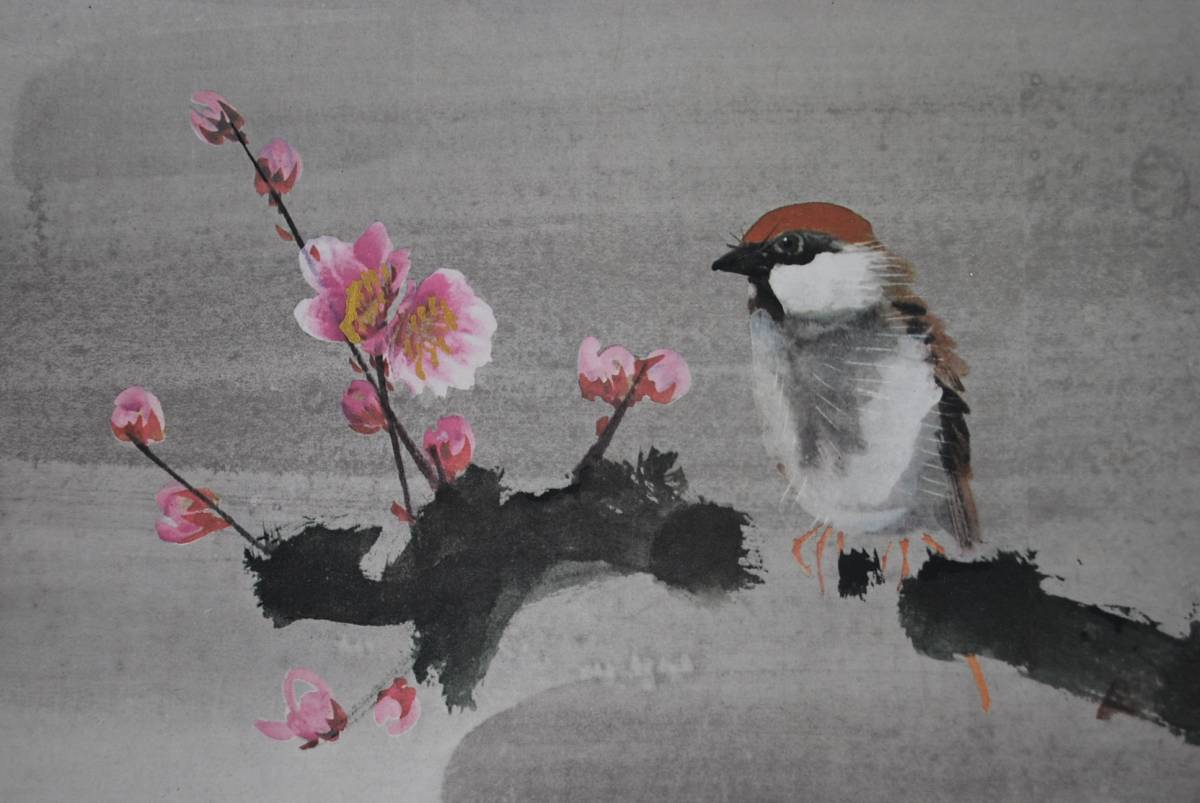
Pflaumenblüten und Spatz
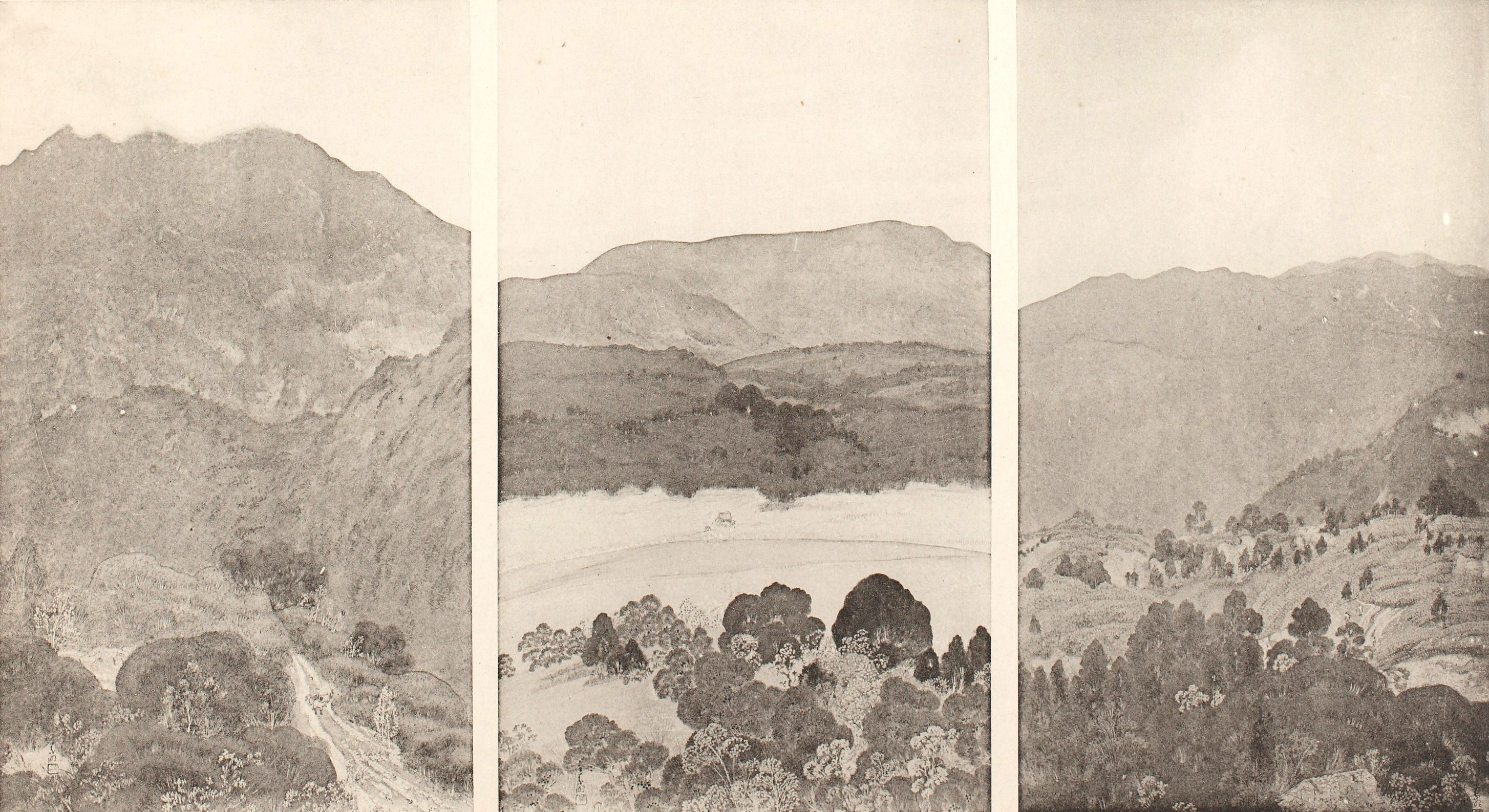
Landschaft (Triptychon)
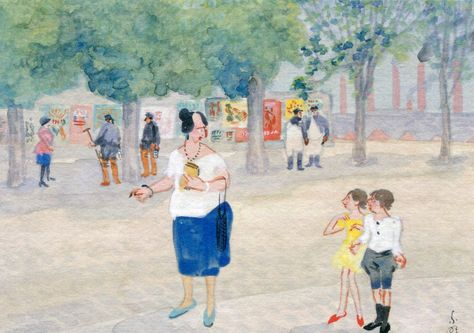
Park in Paris
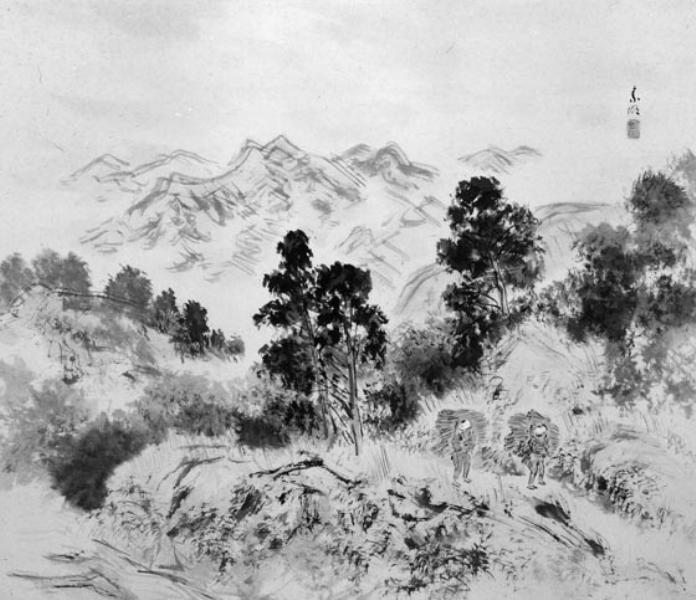
Vorfrühling
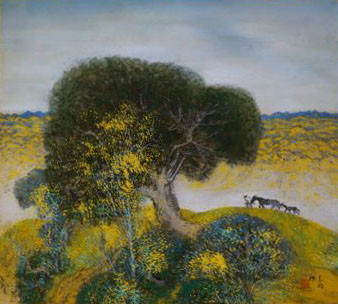
Herbstlandschaft